# Уланьфу
Уланьфу (кит. 乌兰夫, пиньинь Wūlánfū, монг. Улаанхүү — «красный сын»; 1906, Внутренняя Монголия — 8 декабря 1988, Пекин) — китайский коммунистический политический деятель, руководитель автономного района Внутренняя Монголия. Монгол из Внутренней Монголии, выходец из монгольской аристократической семьи. Один из основных государственных и партийных деятелей Китайской Народной Республики (КНР) и Коммунистической Партии Китая (КПК), долгие годы стоявший во главе Автономного района Внутренняя Монголия и занимавший другие ответственные посты в стране.

## Биография
Родился 23 декабря 1906 года в деревне Табу провинци Шаньси на территории, администрируемой гуйхуаскими тумэт-монголами (в империи Цин для монголов и китайцев действовали отдельные административные структуры). В 1923 году вступил в Социалистический союз молодёжи Китая.
В 1925 году Уланьфу вступил в Коммунистическую партию Китая. Закончил в Москве институт имени Сунь Ят-сена, просуществовавший до 1930 года. В нём учились многие будущие выдающиеся политики и государственные деятели Китая ХХ-го века: Дэн Сяопин, Ван Мин, Цин Бансян, Чжан Вэньтянь, Ян Шанкунь, Е Цзяньин и другие. Вместе с ними с сентября 1925 по июнь 1929 года проходил обучение и Уланьфу. Возглавляли университет известные большевики — Карл Радек, Павел Миф и В. И. Вегер. Постигая «науку революции» в молодой Советской России, китайские студенты внимательно следили за революционным движением в своей стране, встречались со Сталиным, Троцким, Бухариным, Крупской, вдовой Сунь Ятсена — Сун Цинлин, Ху Ханьминем, Сян Чжунфа, Цюй Цюбо, Чжоу Эньлаем, Чжан Готао, Фэн Юйсяном и другими политическими лидерами обоих государств.
После возвращения на родину Уланьфу сразу активно включился в революционную деятельность, возглавив монгольские народные массы в Китае. Вплоть до февраля 1936 года Уланьфу вел агитационно-пропагандистскую и разведывательную работу, направленную против японских захватчиков, занимая пост исполняющего обязанности главы Политического отдела в секретариате КПК.
После начала японско-китайской войны он возглавил соответствующие военные формирования, чтобы блокировать японцев в районе Гуйци и Хэйхэ. Позже Уланьфу переехал в районе Шенму и Фугу в северной части провинции Шэньси, где продолжил свою деятельность. В апреле 1938 года он стал членом Рабочего комитета КПК, а в мае того же года — исполняющим обязанности главы Политического отдела Третьего подразделения Народной революционной армии. Принимал участие в блокировке японских вооруженных сил в районе реки Хуанхэ. В августе 1941 года по заданию партии Уланьфу был отправлен в Яньань, где занял пост главы комитета по этническим вопросам правительства приграничного района Шэньси-Ганьсу-Нинся и начальника отдела образования в национальном колледже Яньань. В августе 1943 года он был ответственным по монгольским вопросам в отделе Объединённого фронта Северо-Западного бюро. В 1945 году на VII-ом съезде КПК был избран кандидатом в члены Центрального комитета (ЦК).
При активном содействии Уланьфу было создано движение за автономию Внутренней Монголии, где он был политическим комиссаром, а также возглавлял Военно-политический университет. Во время японо-китайской войны японцы создали во Внутренней Монголии марионеточное государство Мэнцзян, которое просуществовало до 1945 года и было расформировано в результате победных действий советских и монгольских (МНР) вооруженных сил. По заданию КПК Уланьфу был послан в регион Внутренняя Монголия, чтобы контролировать создавшуюся ситуацию.
1 мая 1947 года Народный съезд Внутренней Монголии избрал Уланьфу председателем Автономного правительства Внутренней Монголии.
Он также стал командующим и политическим комиссаром военного округа и членом Северо-Восточного бюро ЦК КПК. Таким образом в регионе была установлена стабильная политическая власть. Им был отдан приказ о ликвидации оставшихся бандформирований на вверенной ему территории.
В качестве военных заслуг Уланьфу можно отметить его участие в Ляошэньском сражении и битве за Тяньцзинь. Он внес большой вклад в освобождение северо-восточного и северного районов Китая от японских захватчиков.
После образования КНР — основатель Автономного района Внутренняя Монголия, партийный секретарь и председатель Внутренней Монголии в 1947—1966/67. Первый директор созданного в июне 1951 года в Пекине Центрального института нацменьшинств.
В 1954—1975 председатель Комитета по делам национальностей. В 1947—1966 годы он был главой Автономного района Внутренняя Монголия. В июне 1951 года в Пекине был создан Центральный институт по вопросам национальных меньшинств и Уланьфу стал его первым директором. В сентябре 1954 года он был назначен заместителем премьер-министра и председателем комитета по делам национальностей, продолжая выполнять функции партийного и военного главы АРВМ, возглавляя одновременно местный университет и будучи вторым секретарем Северо-Восточного бюро ЦК КПК и председателем Китайской народной политической консультативной конференции (КНПКК) АРВМ. С сентября 1955 года Уланьфу было присвоено звание генерала Народно-освободительной армии Китая (НОАК), как одному из 57-и генералов и он одновременно был награждён медалью за Освобождение 1-й степени. В 1956 году на VIII-ом съезде КПК он был избран членом ЦК, после чего на первом пленарном заседании стал кандидатом в члены Политбюро КПК, то есть лидером партии и государства. С тех пор он также был вторым и третьим вице-премьером Госсовета КНР.
В первые годы «культурной революции» Уланьфу был подвержен критике за националистические взгляды. Его даже называли «монгольским князем». В августе 1966 года он был помещен под домашний арест. На VIII съезде КПК выступил с новой трактовкой национальной политики в Китае и углубления национализации руководящих органов партии.
13 апреля 1967 года Центральным Комитетом КПК была издана директива, состоящая из 8 положений, «Решение о правильном разрешении вопросов во Внутренней Монголии». Одно из главных положений директивы было смещение Уланьфу со всех постов. В середине апреле 1967 года Уланьфу был арестован в ходе репрессий во Внутренней Монголии по обвинению в участии в создании «Народной партии». Инициатором дела об «Антипартийной предательской клике Уланьфу» был заведующий отделом по охране ЦК КПК и Госсовета Кан Шэн. Одним из главных пунктов этого документа было смещение Уланьфу со всех постов.
Однако в мае 1972 года на рабочем совещании по подготовке к X-ому съезду КПК было объявлено об освобождении 13-и старых партийцев, в числе которых оказался и Уланьфу. Положительную роль в этом сыграл Чжоу Эньлай. Уже в 1973 году Уланьфу был реабилитирован. На X-ом съезде КПК он был избран членом ЦК КПК, а в январе 1975 года стал заместителем председателя комитета по делам национальностей. После разгрома «банды четырех» его назначили главой Объединённого военного отдела ЦК КПК. В августе 1977 года на XI-ом съезде КПК Уланьфу стал членом Политбюро КПК, а в 1978 году он был избран заместителем председателя ПК ВСНП пятого созыва.
На XII съезде КПК в 1982 году он и некоторые другие товарищи выступили с инициативой выхода из ЦК КПК. Их просьба была удовлетворена и Уланьфу перестал быть членом Политбюро ЦК. В 1983-1988 гг. заместитель председателя КНР. В марте 1988 года Уланьфу вновь занял пост заместителя председателя ПК ВСНП седьмого созыва. Проработал он на этой должности недолго, так как 18 декабря 1988 года ушёл из жизни в Пекине на 82-м году.
Долгие годы в ходе своей политической деятельности Уланьфу уделял пристальное внимание национальному вопросу. Это связано с тем, что Китай изначально являлся и сейчас остается полиэтнической многонациональной страной.
Вклад сделанный Уланьфу в развитие АРВМ трудно переоценить. После его ухода из жизни ЦК КПК и ПК ВСНП опубликовал и некролог, где охарактеризовал и товарища Уланьфу как «давно проверенного коммунистического борца, выдающегося лидера партии и страны, выдающегося пролетарского революционера и выдающегося лидера национальной работы».

## Память
23 декабря 1992 года в столице АРВМ Хух-Хото открылся «Мемориальный зал Уланьфу». В октябре 2000 года мемориальный зал был переименован в «Демонстрационную базу по воспитанию национального патриотизма». Избранные произведения Уланьфу были опубликованы в 1999 году. На церемонии выхода в свет этого издания присутствовал Цзян Цзэминь — Генеральный секретарь Коммунистической партии Китая.
В декабре 2006 года КПК провела памятную конференцию, посвященную 100-летию со дня рождения Уланьфу. В 2007 году историческая эпопея «Весна рано наступает на лугах» транслировалась по Центральному телевидению КНР и рассказывала о деятельности Уланьфу во время революции. 15 марта 2019 года в Резиденции для почетных гостей «Дяоюйтай» состоялся международного семинар национальной теории товарища Уланьфу.

## Семья
Он был женат дважды и имел восемь детей от этих браков — четырёх сыновей и четырёх дочерей.
Сын Уланьфу — Бухе занимал пост председателя регионального законодательного собрания Автономного района Внутренняя Монголия (АРВМ) с 1982 по 1993 год.
Внучка Уланьфу (дочь Бухе) — Бу Сяолинь — в марте 2016 года была назначена исполняющей обязанности председателя законодательного собрания АРВМ . Сейчас она является членом Постоянного комитета Всекитайского собрания народных представителей (ПК ВСНП) и председателем автономного регионального правительства Внутренней Монголии.
Другой сын Уланьфу — Уджи был мэром Баотоу.
Ещё одна внучка Уланьфу — Цзин Бо  — заместитель Генерального секретаря Фонда дружбы народов Китая и России.